# Aljaksandr Kasulin
Aljaksandr Kasulin (* 1955 in Minsk) ist ein belarussischer Mathematiker, Pädagoge und Politiker. Er war Vorsitzender der Belarussischen Sozialdemokratischen Partei (Hramada).

## Leben
Aljaksandr Kasulin war von 1996 bis 2003 Rektor der Belarussischen Staatlichen Universität und Minister unter Aljaksandr Lukaschenka, bis er sich mit diesem überwarf bzw. in Ungnade fiel.
In der Präsidentschaftswahl vom 19. März 2006 trat er gegen Lukaschenka an. Er kandidierte hierbei für das Parteienbündnis Europäische Koalition Freies Belarus. Hierbei erreichte er nach offiziellen Angaben 3,2 Prozent der Stimmen.
Am 13. Juli 2006 wurde Kasulin nach einer nicht genehmigten Demonstration gegen die Wiederwahl von Präsident Lukaschenka wegen „schweren Rowdytums“ zu fünfeinhalb Jahren Lagerhaft verurteilt. Die Opposition wertete das Urteil als politisch motivierte Strafaktion.
Im Dezember 2006 führte ein Vorstoß der USA, das Schicksal Kasulins im Sicherheitsrat der UN zu erörtern, dazu, dass der russische UN-Botschafter Witali Tschurkin ein Treffen, „bei dem Details der wegen des iranischen Atomprogramms geplanten Sanktionen geklärt werden sollten“, boykottierte.
Am 23. Februar 2008 erlag Kasulins Frau Iryna einem Krebsleiden. Aljaksandr Kasulin begann daraufhin einen Hungerstreik, um eine vorübergehende Freilassung aus der Haft zum Zwecke der Teilnahme an ihrem Begräbnis zu erzwingen. Er wurde daraufhin für drei Tage aus der Haft entlassen.
Am 16. August 2008 wurde Kasulin, für den sich unter anderem der deutsche Außenminister Frank-Walter Steinmeier eingesetzt hatte, überraschend aus der Haft entlassen. Zuvor hatte die Europäische Union eine Freilassung Kasulins und anderer inhaftierter Oppositionspolitiker zur Vorbedingung für eine Wiederbelebung der Beziehungen zwischen Brüssel und Minsk gemacht.
2015 lehnte Kasulin alle Vorschläge ab, seine politische Tätigkeit als Kandidat bei der Präsidentschaftswahl in Belarus 2015 wieder aufzunehmen oder sich dem Team eines der Oppositionskandidaten anzuschließen. Er forderte die Oppositionsführer auf, diese Scheinwahlen zu boykottieren.